# Gare de Servon
La gare de Servon est une gare ferroviaire française de la ligne de Paris-Montparnasse à Brest, située sur le territoire de la commune de Servon-sur-Vilaine, dans le département d'Ille-et-Vilaine en région Bretagne.
C'est une halte ferroviaire de la Société nationale des chemins de fer français (SNCF) desservie par des trains express régionaux du réseau TER Bretagne, circulant entre Rennes et Vitré. À une quinzaine de kilomètres à l'est de Rennes, elle permet de relier la gare de Rennes en un quart d'heure.

## Situation ferroviaire
Établie à 49 m d'altitude, la gare de Servon est située au point kilométrique (PK) 357,316 de la ligne de Paris-Montparnasse à Brest, entre les gares de Châteaubourg et de Noyal - Acigné.

## Fréquentation
De 2015 à 2023, selon les estimations de la SNCF, la fréquentation annuelle de la gare s'élève aux nombres indiqués dans le tableau ci-dessous.
| Année     | 2015    | 2016   | 2017   | 2018    | 2019    | 2020   | 2021    | 2022    | 2023    |
| --------- | ------- | ------ | ------ | ------- | ------- | ------ | ------- | ------- | ------- |
| Voyageurs | 107 563 | 97 967 | 95 310 | 104 001 | 123 451 | 90 761 | 105 276 | 164 831 | 193 883 |

## Services voyageurs

### Accueil
La halte est un point d'arrêt non géré (PANG) à entrée libre, disposant de places de parking.

### Desserte
Servon est desservie par une dizaine de trains quotidiens TER Bretagne qui circulent entre les gares de Rennes et de Vitré.